# 狭基线纹香茶菜
狭基线纹香茶菜（学名：Isodon lophanthoides var. gerardianus）为唇形科香茶菜属下的一个变种。也称溪黄草、塔花香茶菜。